# 郯城県
郯城県（たんじょう-けん）は、中華人民共和国山東省臨沂市に位置する県。沭河（じゅつが）が北から南へ流れている。特産品として郯城銀杏が有名。

## 行政区画
- 街道:郯城街道
- 鎮:馬頭鎮、重坊鎮、李荘鎮、楊集鎮、港上鎮、高峰頭鎮、廟山鎮、紅花鎮、勝利鎮、花園鎮、泉源鎮
- 郷:帰昌郷

## 特産品
- 銀杏
- 栗
- 柳編製品（カワヤナギを使った手工芸品）